# NFKRZ
Роман Альбертович Абалин, более известный под псевдонимом NFKRZ (от англ. «No fuckers») — русский ютубер, делающий видео на английском языке, где он рассказывает о различных темах, связанные с Россией, например о еде, личной жизни и политике. Он является откровенным критиком российской политики, проливая свет на различные проблемы в России, например цензура. Из-за его взглядов, его иногда сравнивают с Алексеем Навальным.

## Карьера
Абалин снимает видео на YouTube, где рассказывает о различных оссобенностях России и своей личной жизни; видео делаются преимущественно для англоязычной аудитории.
В 2021 году Абалин удалил видео, где он прибывал в Вене из-за проходящего там гей парада, в целях избежать потенциального наказания за нарушения закона о запрете пропаганды ЛГБТ в России.
В марте 2022 года Абалин переехал в Тбилиси после начала вторжения России на Украину. Из-за международных санкций и отключения SWIFT, он долго не мог обналичить заработок со своих видео.
В марте 2024 года он получил шенгенскую визу от Евросоюза и переехал в Лиссабон, где живёт по сей день. После долгого ожидания, в марте 2025 Абалин сообщил, что наконец-то получил разрешение на проживание в Португалии, из-за чего официально стал жителем Евросоюза.

## Другая деятельность
Абалин также является музыкантом, он выпускает музыку в стиле лоу-фай хип-хоп на своём аккаунте SoundCloud под псевдонимом romaskosmodroma.